# Église Saint-Martin d'Assis-sur-Serre
L'église Saint-Martin d'Assis-sur-Serre est une église située à Assis-sur-Serre, en France.

## Localisation
L'église est située sur la commune de Assis-sur-Serre, dans le département de l'Aisne.

## Galerie

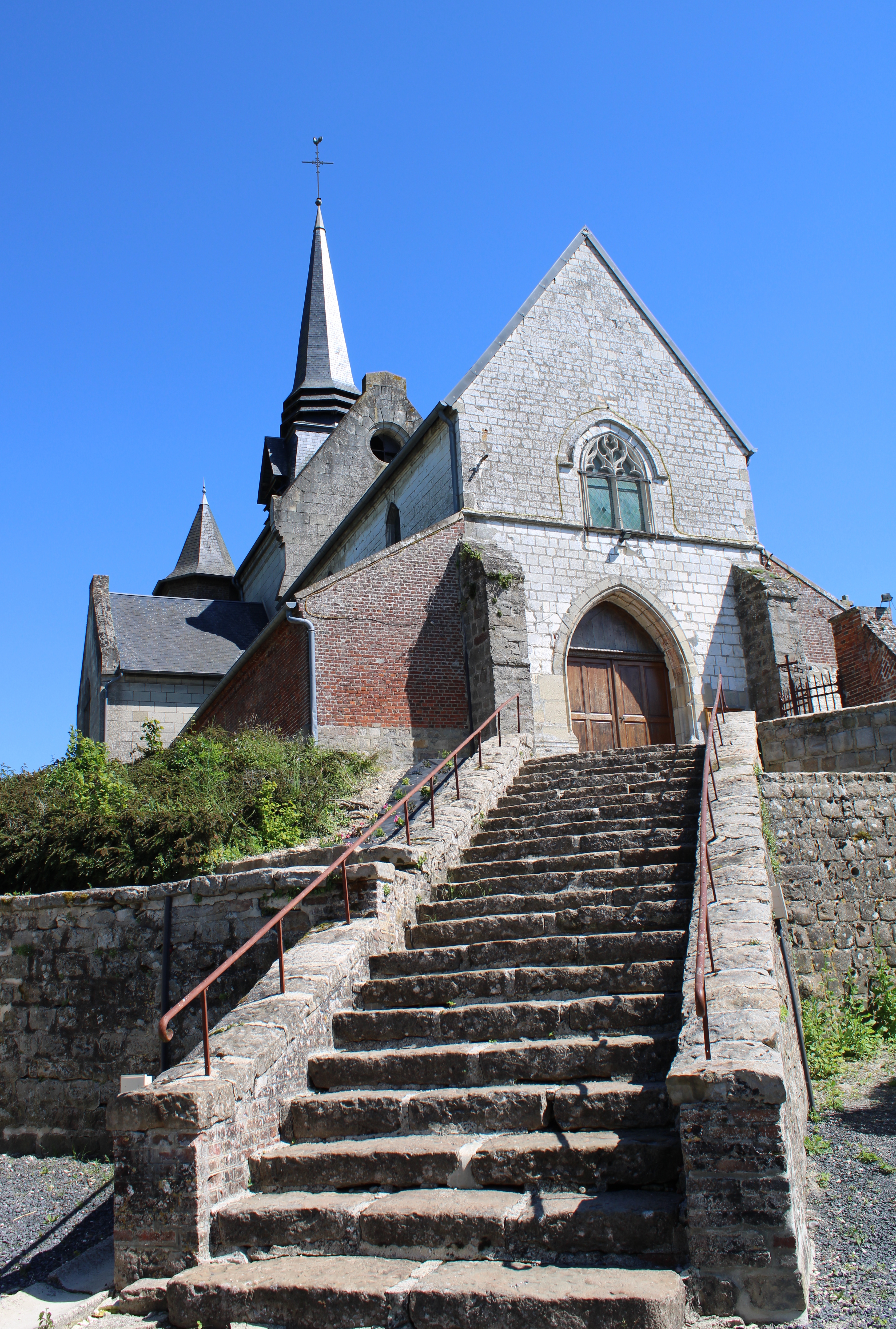
L'église et son escalier d'accès.
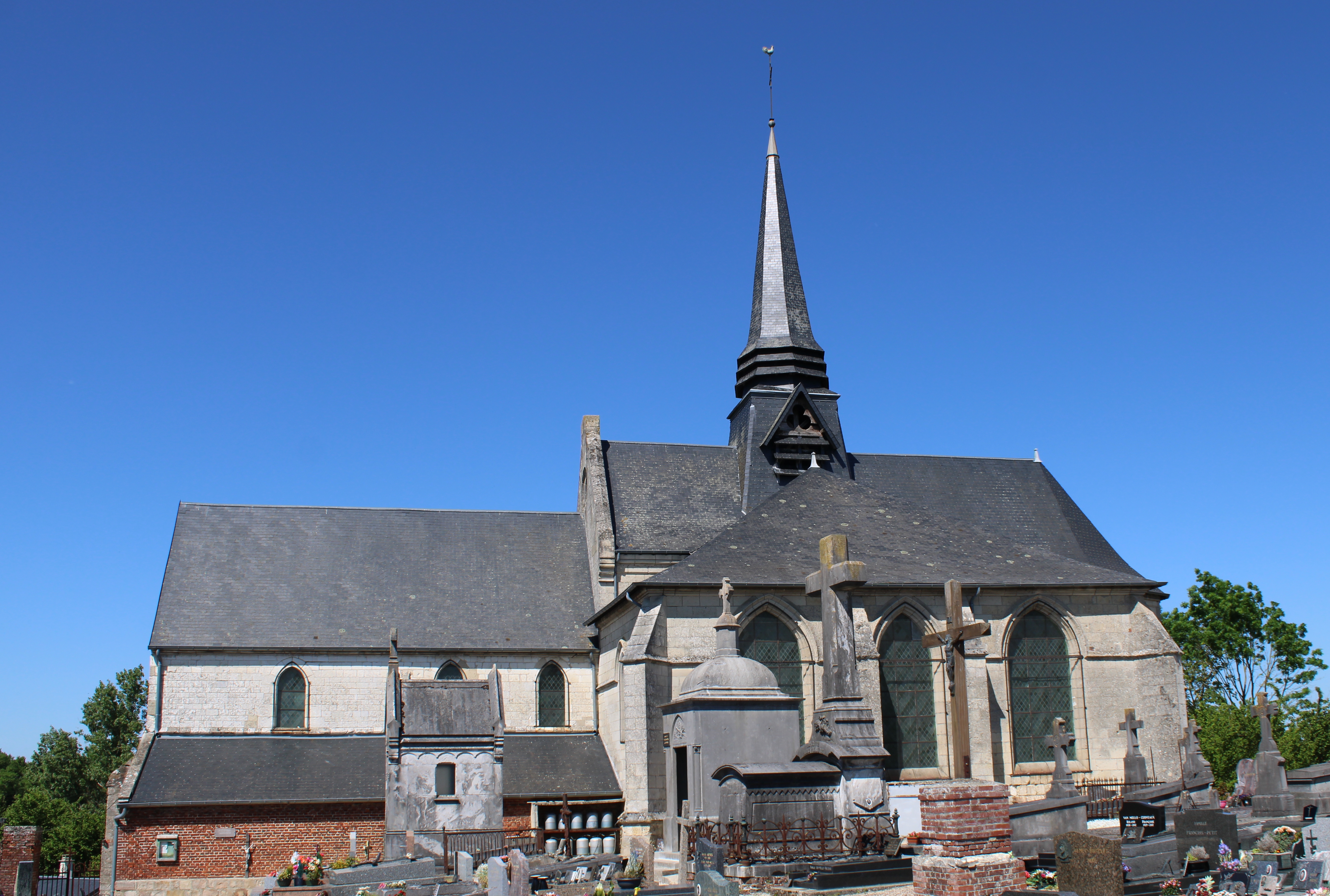
Vue de l'église
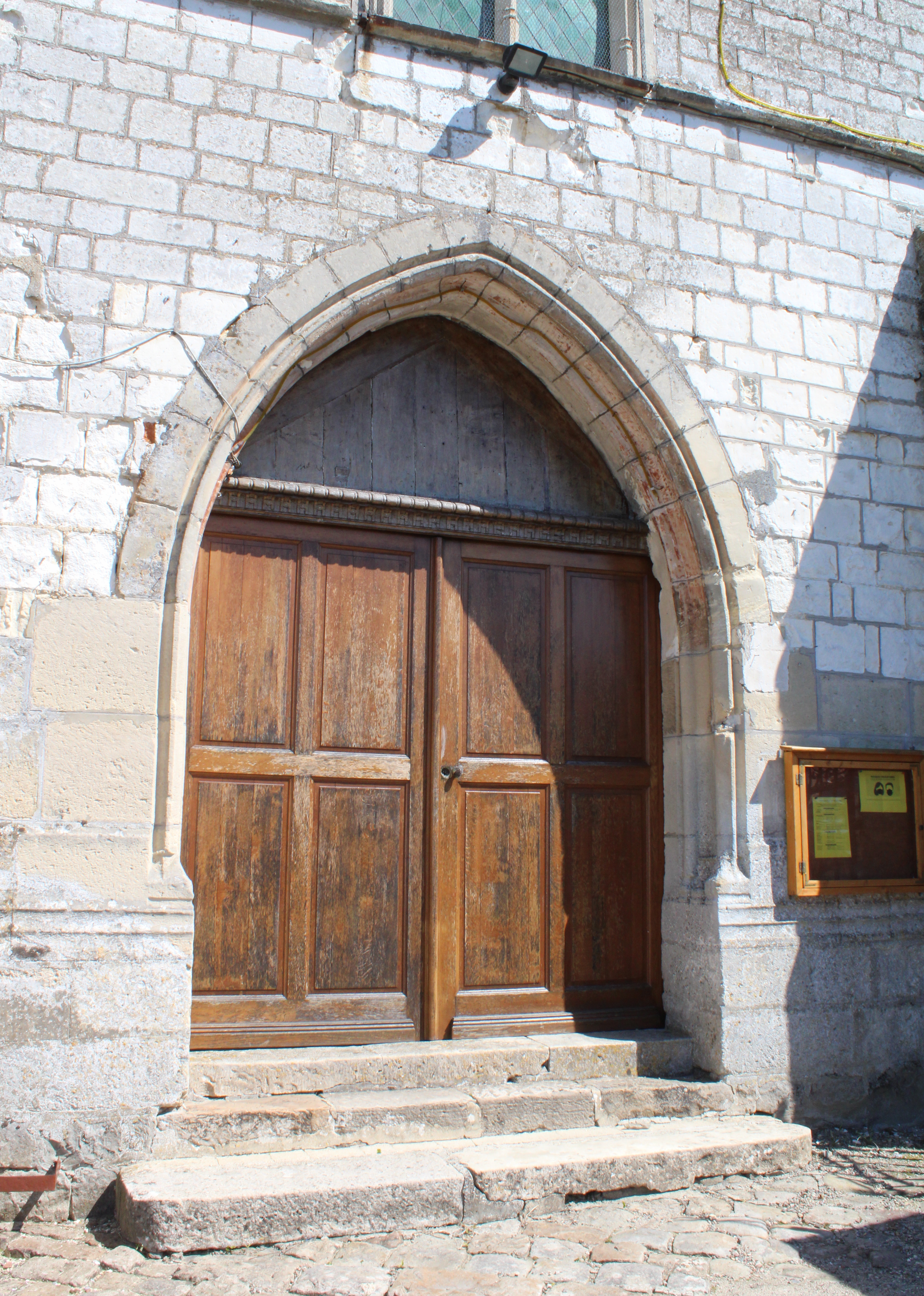
Le portail de l'église.